# جزر سولا
جزر سولا هي مجموعة من الجزر في مقاطعة مالوكو الشمالية في إندونيسيا. جزرها الثلاث الرئيسية هي مانغول وسانانا وتاليابو، ومن الجزر الصغيرة جزيرتي ليفاماتولا وسيهو.. مساحتها 9632 كم² وسكانها 108015 نسمة (حسب تعداد عام 2000).